# Голчай
Голчай (словен. Golčaj) — поселення в общині Луковиця, Осреднєсловенський регіон, Словенія. 
Висота над рівнем моря: 649,2 м.